# Eupithecia emanata
Eupithecia emanata är en fjärilsart som beskrevs av Karl Dietze 1906. Eupithecia emanata ingår i släktet Eupithecia och familjen mätare. Inga underarter finns listade i Catalogue of Life.